# Jacobo Harrotian
Jacobo Harootián fue un militar armenio-mexicano que participó en la Revolución mexicana.

## Biografía
Vivió en Zumpango del Río, Estado de Guerrero. La casa de Jacobo Harootián es el edificio que actualmente ocupa el Centro Cultural "Jacobo Harootián" en Zumpango del Río, Guerrero. Gracias a su excelente posición económica, mandó construir diversos caminos del estado de Guerrero, de Petaquillas hasta Acahuizotla. Fue segundo del General Juan Andrew Almazán, en su paso por el huertismo. Participó en la Batalla de Zacatecas al mando de 2 mil hombres, junto al general de división Luis Medina Barrón y los generales Antonio G. Olea, Jacinto Guerra, Víctor Montes, José Soberanes, así como Benjamín Argumedo. 
Don Jacobo Harootián, como fue conocido en Zumpango del Río, cabecera del actualmente denominado municipio de Eduardo Neri, llegó a México por el puerto de Veracruz, enlistándose en el Ejército Mexicano como Oficial de Sanidad, gracias a sus conocimientos en medicina y química. Participando en campañas sanitarias que abarcaron los Estados de Veracruz y Puebla, en donde causa baja. En Puebla conoce a una persona de origen español apellidado Moncada y establece amistad con Juan Andrew Pareja padre de Juan Andrew Almazán futuro General y candidato presidencial, todos ellos serían de gran trascendencia para su vida.
Como representante de un Laboratorio de Medicina llega a Tlapa en el estado de Guerrero y posteriormente a Chilapa en donde casa con la señora Benita Sánchez, dama distinguida que había sido educada en España, gracias a las relaciones de Doña Benita, Jacobo Harootián se hace cargo de la Mina de Oro La Delfina ubicada entre Chichihualco y Zumpango del Río, residiendo en Zumpango del Río en la casa ubicada en la esquina de las actuales calles de Cuauhtémoc y Guerrero. En este lugar instaló la tienda llamada "La Armenia"
En los terrenos que actualmente ocupan la escuela "General Rafael Catalán Calvo"; se utilizaban como talleres, bodegas y dormitorios de los trabajadores, el mercado municipal era usado como caballeriza, un terreno al poniente del tianguis lo usaron las carretas y un pequeño vagón que era tirado sobre rieles por mulas y que llevaba el material de desecho hasta el "llanito", en el tianguis se instaló el molino y el secadero del beneficio minero que recibía material de la Delfina, de otra mina de su propiedad que denominó "San Francisco" ubicada en Mezcala; la que según varios mineros de la región es la misma mina subterránea que explota actualmente la empresa Goldcorp;  asimismo adquiría el material de los gambusinos de la región, obteniendo principalmente oro y plata.
Tuvo un hijo llamado Elías Abarca al que para protegerlo de las amenazas de gavilleros lo escondió en el poblado de Tequicuilco, municipio de Atenango del Río, Gro y lo puso bajo la tutela de Juan Abarca Sotelo de quien adquirió el apellido con el consentimiento de don Jacobo quien decía que esa era una forma de castellanizarlo, Elías estudió derecho sin conseguir titularse, al terminar la Revolución fue durante 35 años secretario general del municipio y en no pocas ocasiones encargado de la presidencia, cuando Don Elías se casó con Lidia Martínez Ortiz fue una celebración enorme y de gran derroche, la cola del vestido de la novia abarcaba desde la iglesia hasta la casa de Guerrero y Cuauhtémoc que fue su regalo de bodas, la calle fue alfombrada para el paso de los novios.
Entre las obras sociales de don Jacobo destacan: Tienda LA ARMENIA, como medio de abasto a la población, que no era de raya ya que don Jacobo pagaba bien y a tiempo y la población no sufría de pobreza ni de trabajo forzado,  introducción de agua entubada desde sus terrenos de la Cienenga hasta las piletas públicas diseminadas en el pueblo, con la ayuda de los militares destacados en Zumpango del Río se trazaron calles y se alineó el caserío disperso, introdujo energía eléctrica por medio de una planta, trajo el primer automóvil,  daba servicio médico a toda la población, a sus trabajadores con más de dos años de antigüedad los dotaba de un terreno para que construyeran vivienda y terreno para que tuvieran sus animales, pero la obra más grande fue la construcción con sus propios recursos de la carretera de Mezcala (junto al río Balsas) a Tierras Prietas (cerca de Chilpancingo).Asimismo impulsó la Agricultura y la Ganadería
La revolución mexicana no respetó el esfuerzo de don Jacobo y el desarrollo de Zumpango del Río que ha inicios del siglo XX tenía mejor nivel de vida que Chilpancingo se vino abajo. Los constantes asedios de gavilleros dizque revolucionarios, las presiones de los gobiernos sucedidos; debido a sus condiciones militares y su relación con Victoriano Huerta y principalmente con Juan Andrew Almazán, lo obligaron junto con su esposa Doña Benita y un grupo de sirvientes fieles a abandonar Zumpango en 1914. La Casa Grande en donde funciona el actual Ayuntamiento Municipal fue incendiada sin razón alguna, no siendo consumida totalmente gracias a la intervención de amistades leales, su hijo Don Elías fue despojado de casas, terrenos y minas como los ubicados en la Ciénega, los Viejos y Teohuaxtla en donde tenía su casa de campo,  a las ruinas se les conoce como "Los Paredones", Doña Benita murió durante el viaje hacia las costas de Veracruz en donde tenían la intención de embarcarse hacia los Estados Unidos, según informes de una sirvienta que regresó a la población años después y de haber estado en Cuba y Estados Unidos perseguido por el Gobierno mexicano principalmente, Don Jacobo murió y fue sepultado en la República Dominicana. 
Esta es la vida sintetizada de un Armenio visionario y emprendedor al que mucho se le debe.